# アラウ駅
アラウ駅（アラウえき、マレー語:Stesen keretapi Arau）はマレーシアのプルリス州アラウにある、マレー鉄道ケダ線の駅。

## 歴史
- 1917年10月15日 - ブキッ・クトリ（英語版） - アロー・スター間開業。

## 駅構造
島式ホーム2面4線をもつ地上駅である。駅舎は東側にあり、島式ホームとは構内の跨線橋で結ばれている。

## 隣の駅
マレー鉄道
ケダ線
KTM ETS
パダン・ブサール駅 - アラウ駅 - アロー・スター駅
 2  KTMコミューター バターワース-パダン・ブサール線
ブキッ・クトリ駅 - アラウ駅 - コディアン駅